# Copperhead (серия комиксов)
Copperhead — серия комиксов в жанре космического вестерна, которую в 2014—2018 годах издавала компания Image Comics.

## Синопсис
Действие происходит в заглавном шахтёрском городке на захолустной планете. Клара Бронсон — мать-одиночка, которая стала новым шерифом. В первый день ей приходится столкнуться с обиженным заместителем, подозрительным магнатом и семьёй инопланетных деревенщин.

## История создания
Фаербер называл Image Comics своим любимым издательством комиксов. Эрик Стефенсон — его хороший друг, и он одобрил проект, когда увидел 5 страниц 1 выпуска. Сценарист и художник планировали продолжать серию, пока она не надоест им или читателям. Вдохновением для комикса послужили телесериалы «Одинокий голубь» и «Дедвуд».

## Коллекционные издания
| Название                      | Тип            | Дата выхода     | Собранный материал | Кол-во страниц | ISBN                       |
| ----------------------------- | -------------- | --------------- | ------------------ | -------------- | -------------------------- |
| Vol. 1: A New Sheriff in Town | Мягкая обложка | 11 марта 2015   | Copperhead #1-5    | 128            | 978-1632152213, 1632152215 |
| Vol. 2                        | Мягкая обложка | 4 ноября 2015   | Copperhead #6-10   | 128            | 978-1632154712, 1632154714 |
| Vol. 3                        | Мягкая обложка | 30 августа 2017 | Copperhead #11-14  | 112            | 978-1534302365, 1534302360 |
| Vol. 4                        | Мягкая обложка | 28 марта 2018   | Copperhead #15-18  | 104            | 978-1534304994, 1534304991 |

## Реакция

### Отзывы критиков
На сайте Comic Book Roundup серия имеет оценку 7,5 из 10 на основе 111 рецензий. Мэтт Литтл из Comic Book Resources писал, что «хотя сам сюжет прост, персонажи достаточно интересны». Его коллега Келли Томпсон считал, что «Фаербер и Годлевский — хорошая команда». Лилит Вуд из Newsarama дала первому выпуску 6 баллов из 10 и отметила, что у нового шерифа и его заместителя «есть потенциал стать сильными персонажами». Эдвард Кей с того же портала поставил дебюту оценку 8 из 10 и подчеркнул, что он «знакомит читателей с интересным и хорошо охарактеризованным главным героем». Джен Апрахамян из Comic Vine вручила первому выпуску 4 звезды из 5 и написала, что «в нём есть классические элементы вестерна, смешанные с основными элементами научной фантастики, и у серии хорошее начало». Чейз Магнетт из ComicBook.com дал дебюту оценку «B+» и ожидал, что «история будет расти и улучшаться по мере того, как она углубляется в мир, созданный Фаербером и Годлевским». Майкл Беттендорф из Comics Bulletin присвоил второму выпуску 5 звёзд из 5 и назвал его отличным комиксом.

### Продажи
Ниже представлен график продаж сборников комикса за их первый месяц выпуска на территории Северной Америки.